# Josip Šutalo
Josip Šutalo (Čapljina, 28 februari 2000) is een Kroatisch voetballer die doorgaans als verdediger speelt. Hij verruilde Dinamo Zagreb in augustus 2023 voor Ajax. Šutalo debuteerde in 2022 in het Kroatisch voetbalelftal.

## Clubcarrière

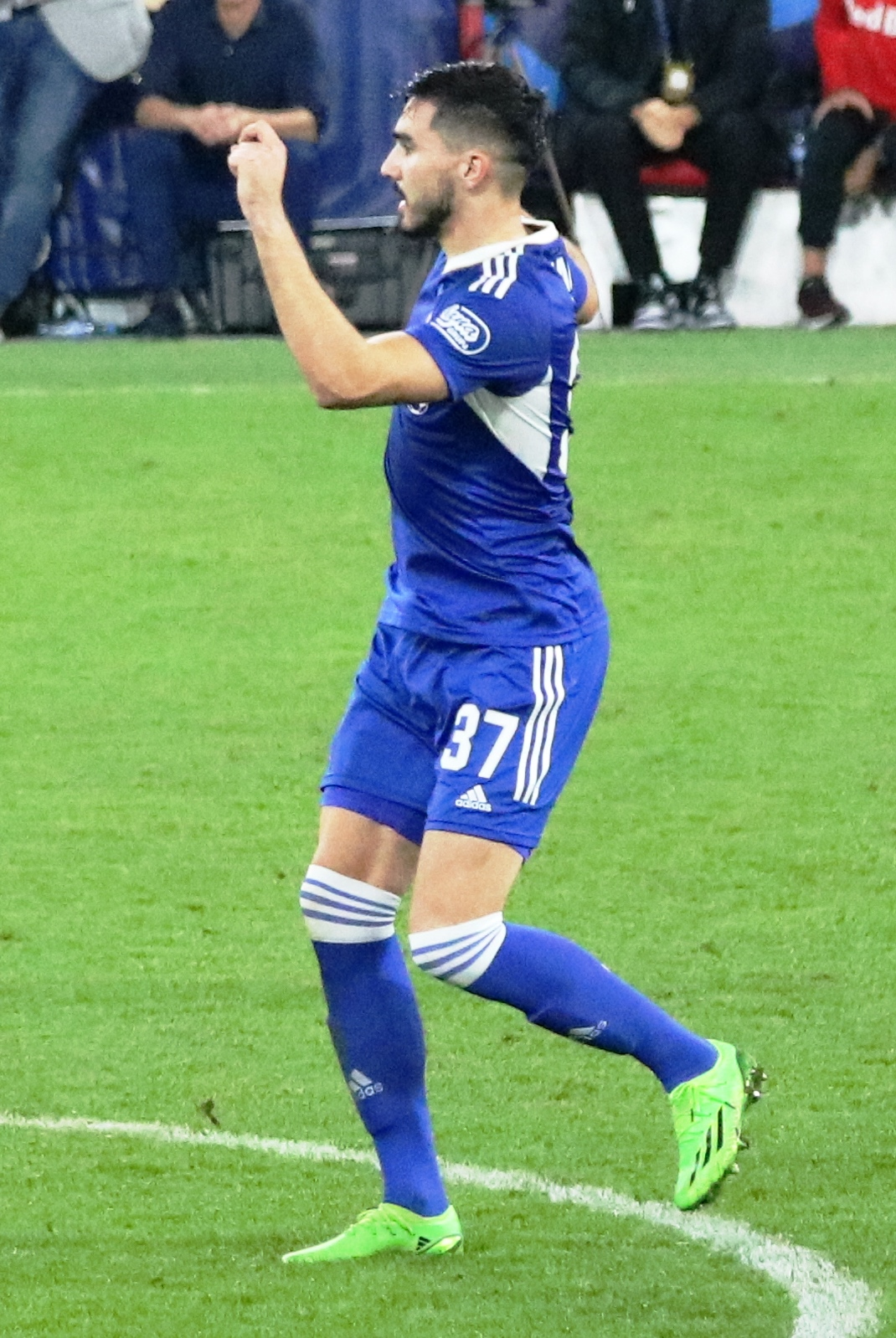
Josip Šutalo spelend voor Dinamo Zagreb in 2022

### Dinamo Zagreb
Šutalo speelde in de jeugd van NK Neretva, een kleine club in de lagere divisies van het Kroatische voetbal. Zijn talent bleef bij topclub Dinamo Zagreb niet onopgemerkt. Het hengelde hem in 2014 binnen. Vier jaar later speelde Šutalo zijn eerste duels in het tweede elftal van de club en in de UEFA Youth League. In de eerste helft van 2021 verhuurde Dinamo hem aan NK Istra 1961 om ervaring op te doen. Een seizoen later werd hij een vaste waarde in de defensie van Dinamo Zagreb, waarmee hij driemaal landskampioen werd en uitkwam in de Europa League 2021/22 en de Champions League 2022/23.
Šutalo begon het seizoen 2023/24 bij Dinamo Zagreb. Nadat zijn ploeg door AEK Athene werd uitgeschakeld in de voorronde van de Champions League (thuis 1-2, uit 2-2), tekende hij enkele dagen later voor vijf jaar bij Ajax. Zijn laatste wedstrijd namens Dinamo Zagreb was dan ook het 2-2 gelijkspel tegen AEK Athene waarin Šutalo in de 45' + 1 minuut het openingsdoelpunt heeft weten te maken.

### Ajax
Ajax was op dat moment op zoek naar een opvolger van Jurriën Timber voor de positie van rechter centrumverdediger en zag Šutalo daarin als ideale invulling. Ajax betaalde 20,5 miljoen euro voor hem aan Dinamo Zagreb, een bedrag dat door bonussen nog met drie miljoen euro kon oplopen. Hij was een van de aankopen onder verantwoordelijkheid van technisch directeur Sven Mislintat. Zijn debuut volgde op 3 september, als basisspeler in de uitwedstrijd tegen Fortuna. Bij Ajax vormde hij het centrum van de verdediging samen met Jorrel Hato, Devyne Rensch of Gastón Ávila. De startfase van Šutalo bij Ajax verliep moeizaam. In zijn eerste seizoen bij Ajax beleefde hij met zijn club meerdere dieptepunten, zoals de uitschakeling door de amateurs van USV Hercules in de KNVB-bekercompetitie.
Nadat seizoen 2024/25 enkele maanden van start was gegaan, gaf nieuwe trainer Francesco Farioli aan dat Šutalo sinds de start van dit seizoen in zijn rol was gegroeid, en steeds meer leiderschap toonde. Zijn progressie bleek ook uit statistieken. Zijn nieuwe partner in de centrale verdediging was Youri Baas. Waar Ajax het seizoen ervoor nog 61 doelpunten tegen kreeg in de Eredivisie waren dat er dit seizoen maar 32 tegendoelpunten in de Eredivisie (waarvan 10 in de laatste vijf duels). Het aantal van 32 tegendoelpunten zorgt ervoor dat Ajax dit seizoen met Šutalo als een van de spelers in het hart van de defensie het minst gepasseerd is in de Eredivisie.

## Clubstatistieken
| Seizoen     | Club          | Competitie  | Competitie | Competitie | Beker | Beker | Internationaal | Internationaal | Totaal | Totaal |
| Seizoen     | Club          | Competitie  | Wed.       | Dlp.       | Wed.  | Dlp.  | Wed.           | Dlp.           | Wed.   | Dlp.   |
| ----------- | ------------- | ----------- | ---------- | ---------- | ----- | ----- | -------------- | -------------- | ------ | ------ |
| 2019/20     | Dinamo Zagreb | 1. HNL      | 4          | 0          | 1     | 0     | 0              | 0              | 5      | 0      |
| 2020/21     | Dinamo Zagreb | 1. HNL      | 3          | 0          | 1     | 0     | 0              | 0              | 4      | 0      |
| 2020/21     | → NK Istra    | 1. HNL      | 22         | 0          | 4     | 1     | —              | —              | 26     | 1      |
| 2021/22     | Dinamo Zagreb | 1. HNL      | 28         | 2          | 1     | 0     | 7              | 1              | 36     | 3      |
| 2022/23     | Dinamo Zagreb | 1. HNL      | 27         | 2          | 2     | 1     | 7              | 0              | 36     | 3      |
| 2023/24     | Dinamo Zagreb | 1. HNL      | 3          | 0          | 1     | 0     | 4              | 1              | 8      | 1      |
| 2023/24     | Ajax          | Eredivisie  | 23         | 1          | 1     | 0     | 8              | 0              | 32     | 1      |
| 2024/25     | Ajax          | Eredivisie  | 29         | 2          | 0     | 0     | 16             | 1              | 45     | 3      |
| 2025/26     | Ajax          | Eredivisie  | 0          | 0          | 0     | 0     | 0              | 0              | 0      | 0      |
| Club totaal | Club totaal   | Club totaal | 139        | 7          | 11    | 2     | 42             | 3              | 192    | 10     |

Bijgewerkt t/m 21 juli 2025.

## Interlandcarrière
Šutalo speelde voor alle Kroatische jeugdelftallen. Omdat hij in Bosnië en Herzegovina werd geboren, kon hij ook voor dat land uitkomen, maar hij koos voor Kroatië. In juni 2022 werd hij door bondscoach Zlatko Dalić opgeroepen voor UEFA Nations Leagueduels tegen Frankrijk, Denemarken en Oostenrijk. Hij maakte op 10 juni 2022 zijn debuut, in de basis tegen Denemarken. Dalić nam Šutalo later dat jaar ook mee naar het WK 2022. Hierop kwam hij zes wedstrijden niet van de bank, maar mocht hij de wedstrijd om de derde plek helemaal spelen. Šutalo behaalde op 18 juni 2023 de tweede plek van de UEFA Nations League 2022/23 met Kroatië, door de finale na strafschoppen te verliezen van Spanje. Hij werd op 20 mei 2024 door Dalić opgenomen in de Kroatische selectie voor het EK 2024 in Duitsland. Kroatië werd in de groepsfase uitgeschakeld na een nederlaag tegen Spanje (3–0) en gelijke spelen tegen Albanië (2–2) en Italië (1–1). Sutalo kwam in iedere wedstrijd in actie.
| Interlands van Josip Šutalo voor Kroatië | Interlands van Josip Šutalo voor Kroatië | Interlands van Josip Šutalo voor Kroatië | Interlands van Josip Šutalo voor Kroatië | Interlands van Josip Šutalo voor Kroatië | Interlands van Josip Šutalo voor Kroatië |
| No.                                      | Datum                                    | Wedstrijd                                | Uitslag                                  | Competitie                               | Bijz.                                    |
| Als speler van Dinamo Zagreb             | Als speler van Dinamo Zagreb             | Als speler van Dinamo Zagreb             | Als speler van Dinamo Zagreb             | Als speler van Dinamo Zagreb             | Als speler van Dinamo Zagreb             |
| ---------------------------------------- | ---------------------------------------- | ---------------------------------------- | ---------------------------------------- | ---------------------------------------- | ---------------------------------------- |
| 1                                        | 10 juni 2022                             | Denemarken – Kroatië                     | 0 – 1                                    | UEFA Nations League 2022/23              |                                          |
| 2                                        | 13 juni 2022                             | Frankrijk – Kroatië                      | 0 – 1                                    | UEFA Nations League 2022/23              |                                          |
| 3                                        | 22 september 2022                        | Kroatië – Denemarken                     | 2 – 1                                    | UEFA Nations League 2022/23              |                                          |
| 4                                        | 17 december 2022                         | Kroatië – Marokko                        | 2 – 1                                    | WK 2022 – Troostfinale                   |                                          |
| 5                                        | 25 maart 2023                            | Kroatië – Wales                          | 1 – 1                                    | EK 2024 kwalificatie                     |                                          |
| 6                                        | 28 maart 2023                            | Turkije – Kroatië                        | 0 – 2                                    | EK 2024 kwalificatie                     |                                          |
| 7                                        | 14 juni 2023                             | Nederland – Kroatië                      | 2 – 4 n.v.                               | UEFA Nations League halve finale         |                                          |
| 8                                        | 18 juni 2023                             | Kroatië – Spanje                         | 0 – 0 (4 – 5) w.n.s.                     | UEFA Nations League finale               |                                          |
| Als speler van Ajax                      |                                          |                                          |                                          |                                          |                                          |
| 9                                        | 8 september 2023                         | Kroatië – Letland                        | 5 – 0                                    | EK 2024 kwalificatie                     |                                          |
| 10                                       | 11 september 2023                        | Armenië – Kroatië                        | 0 – 1                                    | EK 2024 kwalificatie                     |                                          |
| 11                                       | 12 oktober 2023                          | Kroatië – Turkije                        | 0 – 1                                    | EK 2024 kwalificatie                     |                                          |
| 12                                       | 18 november 2023                         | Letland – Kroatië                        | 0 – 2                                    | EK 2024 kwalificatie                     |                                          |
| 13                                       | 21 november 2023                         | Kroatië – Armenië                        | 1 – 0                                    | EK 2024 kwalificatie                     |                                          |
| 14                                       | 8 juni 2024                              | Portugal – Kroatië                       | 1 – 2                                    | Vriendschappelijk                        |                                          |
| 15                                       | 15 juni 2024                             | Spanje – Kroatië                         | 3 – 0                                    | EK 2024                                  |                                          |
| 16                                       | 19 juni 2024                             | Kroatië – Albanië                        | 2 – 2                                    | EK 2024                                  |                                          |
| 17                                       | 24 juni 2024                             | Kroatië – Italië                         | 1 – 1                                    | EK 2024                                  |                                          |

## Erelijst
| Competitie          | Aantal | Jaren                     |
| ------------------- | ------ | ------------------------- |
| Dinamo Zagreb       |        |                           |
| Landskampioen       | 3x     | 2019/20, 2021/22, 2022/23 |
| Kroatische Supercup | 1x     | 2023                      |
| Kroatië             |        |                           |
| Wereldkampioenschap | Brons  | 2022                      |
| UEFA Nations League | Zilver | 2022/23                   |